# Museo della città (Urbino)
Il Museo della città di Urbino è stato un museo che si proponeva di presentare la storia e le caratteristiche della città mediante un allestimento moderno e coinvolgente. Inaugurato il giorno 8 giugno 2007 nel piano seminterrato di palazzo Odasi, con il proprio ingresso principale in via Lorenzo Valerio. Dal 2015 è stato sostituito dalla Casa della Poesia, inaugurata ufficialmente il 27 marzo.

## Il Museo
Si componeva di quattro sale che ruotavano attorno al cortile porticato quattrocentesco del palazzo.

### Prima sala
Era dedicata agli scambi, in essa vi era solamente una riproduzione in scala del centro storico cittadino, in cartone.

### Seconda sala
Questa era dedicata ai Segni, sia naturali che umani, lasciati nel corso del tempo.
Vi si trovava il grande congegno di un orologio ottocentesco e sulle pareti una riproduzione su vasta scala della mappa cittadina su cui erano appese fotografie e quadri legati ad Urbino.

### Terza sala
Questa era dedicata ai segni incisi, con riferimento alla grande tradizione incisoria urbinate, legata ai maestri della Scuola del Libro. Infatti in essa vi erano esposte tre incisioni corrispondenti alle tre tecniche incisorie (Litografia, Calcografia e Xilografia) e ai tre grandi maestri urbinati (Ceci, Bruscaglia e Sanchini). Inoltre vi erano esposti antichi torchi per la stampa.

### Quarta sala
Quest'ultima era dedicata al desiderio, ovvero a come sarebbe potuta essere la città; per questo vi erano esposti alcuni dei progetti architettonico-urbanistici più importanti, mai realizzati, dell'ultimo secolo.

### Cortile
Nel cortile erano esposti i modelli in scala delle rocche volute dal Duca Federico III da Montefeltro.

### Sala per attività culturali
Si trova un piano sotto al Museo, era dedicata alla Città ed alla Memoria. Vi si può accedere sia dall'interno del Museo sia dall'esterno, in quanto ha un ingresso in via Francesco Budassi.
La sala ospitava una serie di monumentali bozzetti di sculture in bronzo o acciaio dell'artista Umberto Mastroianni.